# 鈴木重義
鈴木重義（ Shigeyoshi Suzuki，1634年—1668年）江戶時代前期水戶藩藩士。鈴木重朝養子。德川賴房11子。

## 略歷
鈴木重朝死後，賴房不忍鈴木氏就此絕後，而決定以自己的第11個兒子重義入主鈴木一族來延續香火。

## 關連項目
- 鈴木氏